# Paul Barnes
Paul Andrew Barnes (Leicester, 16 novembre 1967) è un ex calciatore inglese, di ruolo attaccante.

## Biografia
Suo figlio Harvey è a sua volta un calciatore professionista.

## Carriera
Esordisce tra i professionisti nel 1985 con il Notts County, all'età di 18 anni; nella sua prima stagione realizza 4 reti in 14 presenze in Third Division, categoria in cui gioca anche nelle successive 4 stagioni, nelle quali viene tuttavia impiegato in modo abbastanza saltuario (la stagione in cui gioca con maggior frequenza è la 1988-1989, nella quale mette a segno 7 reti in 15 partite di campionato). Nella parte finale della stagione 1989-1990 viene ceduto, dopo complessive 67 presenze e 19 reti nell'arco di 5 stagioni, allo Stoke City, con cui gioca 5 partite in seconda divisione. L'anno seguente trascorre un breve periodo in prestito al Chesterfield (una sola presenza, in Fourth Division) per poi tornare allo Stoke, in cui gioca per 2 stagioni in terza serie: anche qui, non viene comunque mai impiegato con regolarità (gioca 19 partite in 2 anni, con 3 gol segnati, vincendo inoltre il Football League Trophy nella stagione 1991-1992, risultato a cui contribuisce con un gol in 3 presenze nella manifestazione). A fine anno viene lasciato libero dallo Stoke e si accasa allo York City, club di quarta divisione; qui, all'età di 25 anni, gioca la sua prima vera stagione da titolare in carriera: con le sue 21 reti in 40 presenze (più ulteriori 3 presenze nei play-off) contribuisce in modo determinante alla promozione in terza divisione dei Minstermen. L'anno seguente va invece a segno 24 volte in 45 presenze, riuscendo poi a chiudere in doppia cifra di gol (anche se con medie realizzative leggermente inferiori) anche la stagione 1994-1995, nella quale segna 16 reti in 36 presenze in campionato.
Nella stagione 1995-1996 segna 15 reti in 30 presenze per poi essere ceduto a stagione in corso al Birmingham City, con cui nella seconda parte della stagione disputa 15 partite e segna 7 gol in seconda divisione. Passa dopo pochi mesi al Burnley, con cui nella stagione 1996-1997 mette a segno 24 reti (5 delle quali in una sola partita) in 40 presenze in terza divisione, a cui aggiunge ulteriori 25 presenze e 6 reti nella prima metà della stagione 1997-1998, nella quale viene ceduto all'Huddersfield Town, club di seconda divisione, con cui rimane fino al gennaio del 1999 totalizzando 30 presenze e 2 reti in questa categoria. Conclude la stagione 1998-1999 al Bury, club in cui in 8 partite non va mai a segno e con cui retrocede in terza divisione, categoria in cui rimane nei 2 anni seguenti, nel corso dei quali totalizza 46 presenze ed 8 reti per poi passare in prestito negli ultimi mesi della stagione 2000-2001 al Nuneaton Borough, con cui realizza 10 reti in 9 presenze in Football Conference. Gioca in tale categoria anche nei 2 anni seguenti, con il Doncaster: nella stagione 2001-2002 segna 6 gol in 23 presenze, mentre l'anno seguente con 25 reti in 41 presenze (più ulteriori 3 presenze nei vittoriosi play-off) vince il titolo di capocannoniere del campionato. Rimane con i Vikings anche nella prima parte della stagione 2003-2004, in cui gioca 7 partite in quarta divisione; passa quindi al Tamworth, in Football Conference. Chiude la carriera al termine della stagione 2004-2005, nella quale gioca con i dilettanti dell'Hinckley Utd.

## Palmarès

### Club

#### Competizioni nazionali
- English Football League Trophy: 1

Stoke: 1991-1992

### Individuale
- Capocannoniere della Conference League: 1

2002-2003 (25 reti)